# دهستان ئیلاق جنوبی
دهستان ئیلاق جنوبی نام دهستانی در بخش بلبان آباد شهرستان دهگلان، استان کردستان در ایران است. براساس سرشماری مرکز آمار ایران در سال ۱۳۸۵، جمعیت آن ۱۶۸۵۵ نفر (۳۹۸۱ خانوار) بوده‌است.